# Les Hommes de la nuit
Pour plus de détails, voir Fiche technique et Distribution.
Les Hommes de la nuit est un court métrage français réalisé par Henri Fabiani, sorti en 1952.

## Synopsis
Les premiers jours de travail d'un groupe d'apprentis mineurs dans les mines de Lorraine à plus de 700 mètres sous terre.

## Fiche technique
- Titre : Les Hommes de la nuit
- Réalisation : Henri Fabiani
- Commentaire : écrit par Léo Ferré (non crédité)[1], dit par Serge Reggiani
- Photographie : Jean Isnard
- Musique : Léo Ferré (non crédité). La musique est interprétée par l’Harmonie des Houillères du Bassin de Lorraine, sous la direction de Paul Semler-Collery
- Son : Robert Lion
- Production : Son et Lumière
- Pays d'origine :  France
- Genre : Documentaire
- Durée : 33 minutes
- Date de sortie : 
  - France - 1952

## Récompense
- 1952 : Premier prix des courts métrages culturels au Festival de Venise